# Hadrotarsus babirussa
Hadrotarsus babirussa är en spindelart som beskrevs av Tord Tamerlan Teodor Thorell 1881. Hadrotarsus babirussa ingår i släktet Hadrotarsus och familjen klotspindlar. Inga underarter finns listade i Catalogue of Life.